# Brachycaudus lateralis
Brachycaudus lateralis är en insektsart. Brachycaudus lateralis ingår i släktet Brachycaudus och familjen långrörsbladlöss. Inga underarter finns listade i Catalogue of Life.